# Neoascia podagrica
Neoascia podagrica је инсект из реда двокрилаца који припада породици осоликих мува. 

## Распрострањење
Ово је Палеарктичка врста осолике муве. Ареал Neoascia podagrica се простире од Скандинавије до југа Европе, на истоку до Сибира. У Србији је присутна на доста различитих локалитета.  Насељава рубове шума, шумске путеве, али и урбане средине, као и станишта поред река и језера. 

## Опис
Величина N. podagrica је између 5 и 6 мм, док је дужина крила 3,5 до 5 мм. Крила ове врсте имају црнкасту нијансу. Период лета је од априла до октобра. Ларве су подводне, налазе се у крављој балеги, муљу и блату обогаћеном органском материјом. Имаго је активан од априла до новембра и храни се на различитим биљкама. 

## Синоними
- Ascia bipunctata Curtis, 1837
- Ascia floralis Meigen, 1822
- Ascia lanceolata Meigen, 1822
- Ascia maculata Macquart, 1829
- Musca molio Harris, 1780
- Neoascia floralis (Meigen, 1822)
- Neoascia molio (Harris, 1780)
- Syrphus podagrica Fabricius, 1775